# Apropriace (sociologie)
Apropriace je v sociologii chápána jako, slovy Jamese J. Sosnoského, „pohlcení konceptů do širšího rámce… osobování si, konfiskace, přivlastnění si konceptů.“ Podle Tracy B. Strong obsahuje toto slovo latinský kořen proprius, který je nositelem nejen hlavního významu ve smyslu vlastnictví majetku, ale i vedlejšího významu ve smyslu vlastnictví vhodného, stálého, jistého, běžného a obvyklého. Tento koncept pak rozpracovává následovně: "Apropriuji něco, když to učiním svým majetkem způsobem, který považuji za uspokojivý, způsobem, který vylučuje (alespoň z větší části) nároky ostatních. Můžeme pak například říci, že určitý text je apropriován tehdy, pokud jím není čtenář uváděn v pochynost či nejistotu, ale pokud se s ním naopak cítí být nějakým způsobem spjatý. Úspěšně apropriovaný text již tohoto člověka neznepokojuje, protože se již stal součástí jeho přístupu k němu a je ostatními vnímán jako „vlastněný“, nepřístupný další interpretaci. Podle Glorie Anzaldúa, "rozdíl mezi apropriací a rozšiřováním je ten, že při prvním z těchto procesů dochází ke krádeži a působení škod, zatímco druhý pomáhá rozvíjet vědomosti."